# Moyenne vallée de l'Ardèche, pelouses du plateau des Gras
Moyenne vallée de l'Ardèche, pelouses du plateau des Gras este o arie protejată (sit de importanță comunitară — SCI) din Franța întinsă pe o suprafață de 5.408,5 ha, integral pe uscat.

## Localizare
Centrul sitului Moyenne vallée de l'Ardèche, pelouses du plateau des Gras este situat la coordonatele 44°30′48″N 4°21′19″E / 44.51326°N 4.35519°E.

## Înființare
Situl Moyenne vallée de l'Ardèche, pelouses du plateau des Gras a fost declarat arie specială de conservare în baza directivei 92/43 din 1992 referitoare la conservarea habitatelor naturale și a faunei și florei sălbatice pentru a proteja 1 specie de plante și 26 de specii de animale.

## Biodiversitate
Situată în ecoregiunea mediteraneană, aria protejată conține 21 de habitate naturale: Pajiști uscate seminaturale și facies de acoperire cu tufișuri pe substraturi calcaroase (Festuco-Brometalia) (* situri importante pentru orhidee), Pseudostepă cu ierburi și specii anuale de Thero-Brachypodietea, Păduri de Quercus ilex și Quercus rotundifolia, Liziere de ierburi înalte hidrofile de câmpie și de nivel montan până la alpin, Ape stătătoare oligotrofe până la mezotrofe, cu vegetație de Littorelletea uniflorae și/sau de Isoëto-Nanojuncetea, Ape puternic oligomezotrofe cu vegetație bentonică cu Chara spp., Lacuri eutrofice naturale cu vegetație de tip Magnopotamion sau Hydrocharition, Râuri mediteraneene cu debit permanent și vegetație de Glaucium flavum, Pajiști calcaroase din nisipuri xerice, Pajiști umede mediteraneene cu ierburi înalte de Molinio-Holoschoenion, Iazuri temporare mediteraneene, Râuri mediteraneene cu debit intermitent, cu specii de Paspalo-Agrostidion, Pante stâncoase calcaroase cu vegetație casmofită, Izvoare petrifiante cu formare de travertin (Cratoneurion), Galerii de Salix alba și de Populus alba, Fânețe de joasă altitudine (Alopecurus pratensis, Sanguisorba officinalis), Păduri aluvionare cu Alnus glutinosa și Fraxinus excelsior (Alno-Padion, Alnion incanae, Salicion albae), Peșteri inaccesibile publicului, Cursuri de apă de la nivel de câmpie la nivel montan, cu vegetație Ranunculion fluitantis și Callitricho-Batrachion, Râuri mediteraneene cu debit permanent cu specii de Paspalo-Agrostidion și galerii riverane de Salix și de Populus alba, Matorral arborescenți cu Juniperus spp..
La baza desemnării sitului se află mai multe specii protejate:
- plante (1): Mannia triandra
- mamifere (11): liliac cârn (Barbastella barbastellus), castor (Castor fiber), vidră de râu (Lutra lutra), liliac cu aripi lungi (Miniopterus schreibersii), liliac cu urechi de șoarece (Myotis blythii), liliac cu picioare lungi (Myotis capaccinii), liliac cărămiziu (Myotis emarginatus), liliac comun (Myotis myotis), liliacul mediteranean cu potcoavă (Rhinolophus euryale), liliacul mare cu potcoavă (Rhinolophus ferrumequinum), liliacul mic cu potcoavă (Rhinolophus hipposideros)
- nevertebrate (9): Austropotamobius pallipes, croitorul mare al stejarului (Cerambyx cerdo), Coenagrion mercuriale, fluturele auriu (Euphydryas aurinia), Gomphus graslinii, rădașcă (Lucanus cervus), Macromia splendens, Oxygastra curtisii, Phengaris teleius
- pești (6): Alosa fallax, Barbus meridionalis, zglăvoacă (Cottus gobio), Parachondrostoma toxostoma, clean dungat (Telestes souffia), Zingel asper

Pe lângă speciile protejate, pe teritoriul sitului au mai fost identificate 47 de specii de plante, 1 specie de păsări, 8 specii de amfibieni, 12 specii de mamifere, 5 specii de nevertebrate, 1 specie de pești, 12 specii de reptile.